# Сарколеновые
Сарколеновые (лат. Sarcolaenaceae) — семейство цветковых растений порядка мальвоцветные. Эндемики Мадагаскара. Это главным образом вечнозеленые деревья и кустарники. Семейство представлено 40 видами в 10 родах. Недавние исследования ДНК показали, что сарколеновые являются родственным таксоном семейству диптерокарповые.

## Таксономия
В семействе сарколеновые выделяют следующие роды:
- Eremolaena
- Leptolaena
- Mediusella
- Pentachlaena
- Perrierodendron
- Rhodolaena
- Sarcolaena — Сарколена
- Schizolaena
- Xerochlamys
- Xyloolaena